# Крушельницька сільська рада
Крушельницька сільська рада — колишній орган місцевого самоврядування у Сколівському районі Львівської області. Адміністративний центр — село Крушельниця.

## Загальні відомості
Крушельницька сільська рада утворена в 1994 році. Територією ради протікають річки Стрий, Бричка.

## Населені пункти
Сільській раді були підпорядковані населені пункти:
- с. Крушельниця

## Склад ради
Рада складалася з 16 депутатів та голови.

### Керівний склад попередніх скликань
| ПІБ                        | Основні відомості                                                                            | Дата обрання | Дата звільнення |
| -------------------------- | -------------------------------------------------------------------------------------------- | ------------ | --------------- |
| Іваницька Оксана Миронівна | Сільський голова, 1972 року народження, освіта вища                                          | 26.03.2006   | 31.10.2010      |
| Іваницька Оксана Миронівна | Сільський голова, 1972 року народження, освіта вища, член Конгресу Українських Націоналістів | 31.10.2010   |                 |

Примітка: таблиця складена за даними джерела

## Населення
За переписом населення України 2001 року в сільській раді мешкало 1297 осіб.

### Мова
Розподіл населення за рідною мовою за даними перепису 2001 року:
| Мова       | Відсоток |
| ---------- | -------- |
| українська | 99,69 %  |
| російська  | 0,23 %   |
| білоруська | 0,08 %   |